# 蘇仲山
蘇仲山，字又甫，號海村，又號硯西，山東省日照縣（今日照市）人。清朝政治人物，翰林。

## 生平
蘇仲山於道光十九年（1839年）中己亥科順天鄉試舉人，道光二十七年（1847年）中式丁未科會試，殿試後位列張之萬榜二甲第十名，賜進士出身。散館授翰林院編修。官至浙江道監察御史。曾典試陕西。